# Hugo Biso
Hugo Biso, né le 14 février 1988 à Agen, est le conseiller technique, entraîneur et coordinateur du pôle Réunion de canoë-kayak au Comité Régional Réunionnais de Canoë-Kayak. Il a été également champion du monde et champion d’Europe en C2 Slalom avec son coéquipier Pierre Pico.

## Biographie
En 2006, il devient double champion du Monde junior, à Solkan,  Slovénie en C2 et C2 par équipe.
Dans la catégorie moins de 23 ans, il devient champion d'Europe avec Pierre Picco, en 2009 (Mikulas,  Slovaquie) , en C2 par équipe, et en C2 en 2010 (Leipzig,  Allemagne) .

## Palmarès

### Championnats du monde de slalom
- 2010 à Tacen,  Slovénie
  -  Médaille d'or en C2 par équipe
- 2014 à Deep Creek Lake,  États-Unis
  -  Médaille d'or en C2 par équipe
  -  Médaille d'argent en C2
- 2015 à Londres,  Royaume-Uni
  -  Médaille d'or en C2 par équipe
  -  Médaille d'argent en C2

### Championnats d'Europe de slalom
- 2013 à Cracovie,  Pologne
  -  Médaille d'or en C2 par équipe
- 2014 à Vienne,  Autriche
  -  Médaille d'argent en C2 par équipe
- 2017 à Tacen,  Slovénie
  -  Médaille d'or en C2
  -  Médaille d'or en C2 par équipe